# Trillium recurvatum
Espèce
Classification APG II (2003)
Trillium recurvatum est une plante herbacée, vivace et rhizomateuse de la famille des liliacées (classification classique) ou des mélanthiacées (classification APG II, 2003).

## Description
Cette plante répandue dans la vallée du Mississippi et les régions voisines fleurit au printemps dans les plaines alluviales. Les pétales ovales de 2 à 4,5 cm sont marron à jaune clair, voire bicolores (f. luteum Clute). Les sépales sont renversés. Les feuilles nettement pétiolées ovales à lancéolées ont des taches plus foncées surtout dans leur jeunesse. Le fruit est une capsule anguleuse, de couleur verte à pourprée.

## Aire de répartition
Du Lac Michigan à la Louisiane, au Texas et à l’Alabama.

## Divers
En anglais son nom est Prairie Trillium.

## Sources
- Frederick W. Case, Jr. & Roberta B. Case, Trilliums, Timber Press, 1997  (ISBN 0-88192-374-5)